# Vilves
Vilves és una entitat de població del municipi d'Artesa de Segre, a la comarca de la Noguera.
El poble se situa a l'esquerra del riu Segre, vora el canal d'Urgell a l'est del terme municipal. La carretera LV-5121 és la seva principal via de comunicació.

## Elcastell de Vilves
Se situa al centre del poble, dins d'una propietat privada. L'únic element que es conserva de l'antic castell és la torre, de planta gairebé quadrada i d'una alçada d'uns 10 m -fou escapçada a principis del segle XX- que la fa visible des del carrer.
Les referències documentals són escasses i uneixen la història del poble amb la del castell. Vilves pertanyia al vescomtat d'Àger com a fortalesa o torre dependent del castell d'Artesa. L'any 1131 el vescomte Guerau II de Cabrera deixa en herència el castell de Vilves, juntament amb els de Comiols, Collfred i Anya, al seu fill Ponç II de Cabrera. A principis del segle xv resta en mans dels comtes d'Urgell quan Ferran d'Antequera, després de la derrota de Jaume II d'Urgell, concedeix el lloc a Francesc de Vilamarí. L'any 1532 el monestir de Montserrat compra Vilves i Collfred amb la jurisdicció civil i criminal per 3 900 sous. Mantindrà el domini sobre Vilves fins al segle xix.
Fou municipi independent fins a mitjans del segle xix quan s'integrà a Artesa.